# Градешница
Градешница (болг. Градешница) — село в Болгарии. Находится в Врачанской области, входит в общину Криводол. Население составляет 623 человека.

## Политическая ситуация
В местном кметстве Градешница, в состав которого входит Градешница, должность кмета (старосты) исполняет Магдалин Лазаров Сылков (Граждане за европейское развитие Болгарии (ГЕРБ)) по результатам выборов.
Кмет (мэр) общины Криводол — Николай Георгиев Иванов (Болгарская социалистическая партия (БСП)) по результатам выборов.

## Археология
Градешница является эпонимом для местного варианта археологической культуры Винча эпохи неолита. Близ Градешницы в 1969 году обнаружена табличка со знаками, напоминающими протописьменность.